# Hajo Ortil

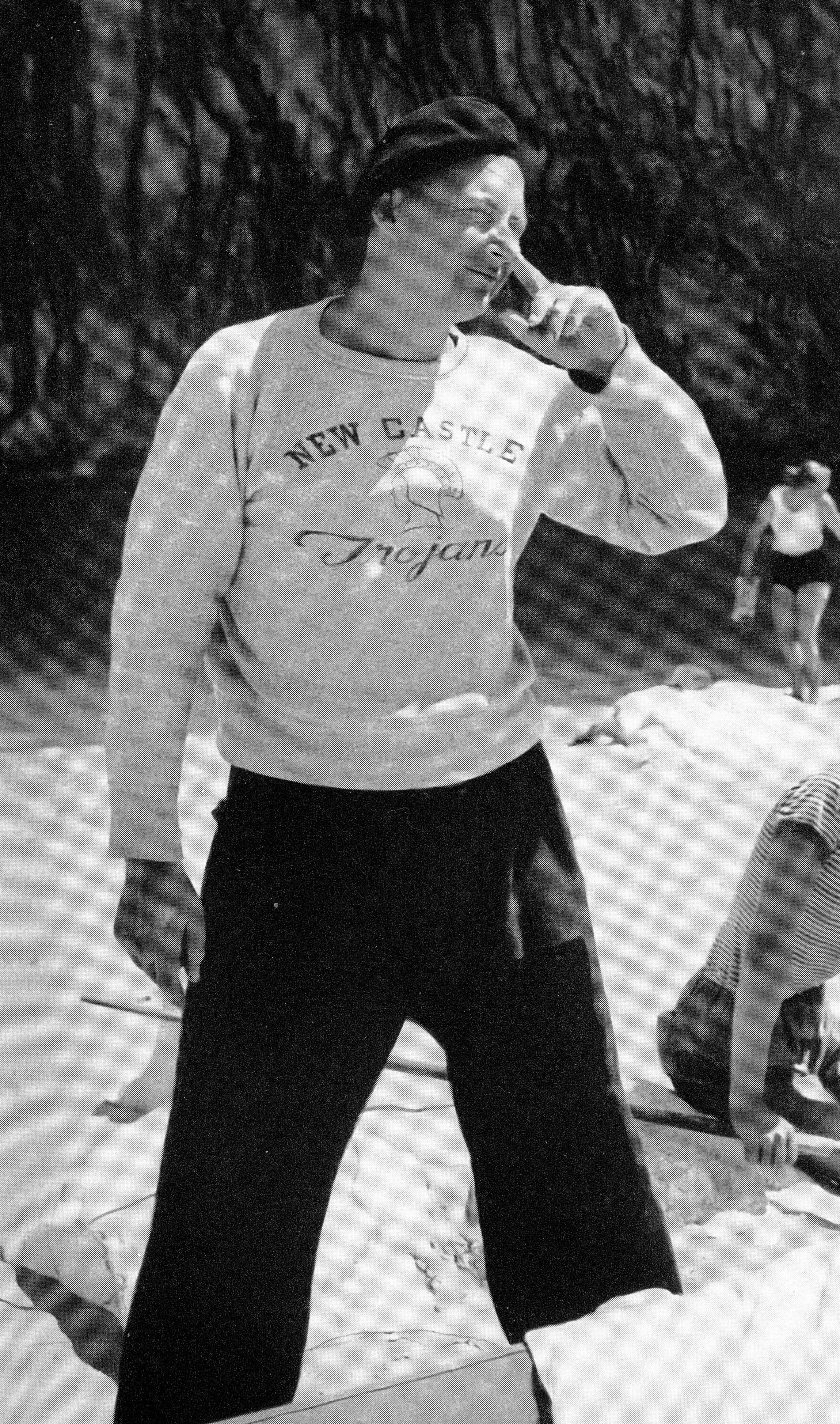
Hajo Ortil 1951 in der Ardèche-Schlucht Frankreich

Hajo Ortil (* 10. Januar 1905 in Osterode am Harz; † 12. Juli 1983 in Bremen; eigentlich Hans-Joachim Oertel, auch Big Old Joe genannt) war ein Bremer Pädagoge, Fotograf und Autor. Er engagierte sich für die Freikörperkultur und verfasste Schriften zum Thema, die er selbst vornehmlich mit Nacktaufnahmen von Kindern und pubertierenden Jugendlichen bebilderte. Wenige Jahre vor seinem Tod bekannte sich Ortil öffentlich dazu, im Laufe seines Lebens mit zahlreichen minderjährigen Jungen sexuelle Handlungen begangen zu haben.

## Biografie
Ortil wurde 1905 in Osterode am Harz geboren und studierte drei Jahre Anglistik an der Universität in London, nachher Anglistik und Sport in Göttingen. 1916 stieß er zum Alt-Wandervogel und war später Mitglied in der Deutschen Freischar. Er promovierte 1934 in Göttingen und erwarb seinen Doktorgrad mit einem philosophischen Thema über George Berkeley und die englische Literatur. Er wurde Lehrer für Englisch, Philosophie und Sport an einem Gymnasium in Bremen.
1941 bis 1944 lebte er in Wien. Dort war Ortil Mitglied eines Wiener Nudisten-Vereins und lernte 1944 auch den deutschen Schriftsteller Herbert Rittlinger und durch ihn den Kanusport kennen.
Nach dem Krieg wurde er Lehrer an der Oberschule an der Dechanatstraße in Bremen und 1958 am Gymnasium an der Parsevalstraße auch in Bremen.
Er machte Bekanntschaft mit dem Schriftsteller Hans Leip.
Von Rittlinger erhielt Ortil 1949 ein Klepper-„Blauwal“-Zweierfaltboot. Am 23. Juli 1949 starteten er sowie drei Jugendliche unter der Führung von Herbert Rittlinger und dessen Frau Marianne auf der Böhme bei Soltau zu einer Wasserwanderfahrt mit Faltbooten und Zelten. Die Fahrt führte weiter über Aller, Weser, Geeste, Hadelner Kanal bis an die Elbmündung bei Otterndorf. Ortil bezeichnete das genannte Datum als die Geburt der Hansischen Piraten.
1950 ging er mit Marianne und Herbert Rittlinger auf eine Faltboottour auf die Nordsee nach Lütje Hörn, südöstlich von Borkum. Über diese Fahrt berichtete Rittlinger in seinem Buch Amphibische Reise in Wort und Bild ausführlich über seinen Freund Hajo Ortil.
1950 übernahm Ortil das Amt des Vorsitzenden des Bremer FKK-Vereins „Bund für naturgemäße Lebensführung e. V.“ (BfnL, seit 1990 BfFnL, Bund für Familiensport und naturnahe Lebensgestaltung e. V.). Neben seiner Tätigkeit als Vorsitzender hatte er innerhalb dieses Vereins auch eine Jugendgruppe ins Leben gerufen, die „Hansischen Fluss- und Seepiraten“. Diese waren eine gemischte Jungen- und Mädchengruppe, mit denen er mit Faltbooten und Zelten auf Kanuwanderfahrten ging. Jugendliche aus anderen Orten waren dabei gern gesehene Gäste. Von diesen 12- bis 18-jährigen Jugendlichen wurde Ortil „Big Old Joe“ genannt. Die Piratengruppe war die Keimzelle des „Landes-Kanu-Verband Bremen e. V. (LKV).“
Die Fahrtenchronik der Piraten und des Kanusportrings zählte Hunderte von Kurz-, Ferien- und Wochenend-Fahrten auf den Zuflüssen der Weser, auf Heideflüssen sowie auf Ems und Hase. Am wichtigsten waren aber die sommerlichen Großfahrten von 1950 bis 1975 auf Flüssen und Seen und an Meeresküsten im In- und Ausland. Eine Übersicht:
- 1949 Die erste Reise mit drei Jugendlichen und Marianne und Herbert Rittlinger
- 1950 Ems und Hase. Reisebericht später (1964) in Und Pan lebt doch!
- 1950 Über Hunte und Leda und Dollart nach Lütje Hörn
- 1951 Rhone mit Ardèche bis Les Saintes-Maries-de-la-Mer
- 1952 Sylt
- 1953 Korsika, Westküste. Reisebericht in Wild und weit ist Korsika
- 1954 Dänemark, Umfahrung Bornholm. Reisebericht in Amazonen in Sonne und Baltenwind
- 1955 Dalmatien, Hvar. Reisebericht in Das Waldriff im Meer und Es brausen Bura und Maestral
- 1956 Griechenland. Reisebericht in Olympiafahrt, Hellas ewig unsere Liebe und Noch sprudeln die Quellen Arkadiens
- 1957 Sardinien, Nord- und Ostküste
- 1958 Finnland. Reisebericht in Mit Tim und Tanja in Finland
- 1959 Liparische Inseln und Stromboli, Reisebericht in Zu den Inseln des Feuers
- 1959 Holland. Reisebericht in Holland Ole! Eine lustige Piraterie
- 1960 Dänemark, Ise-Fjord
- 1961 Ithaka und Kephallinia. Reisebericht in Gäste des Odysseus
- 1962 Korsika, West- und Südküste bis Ajaccio
- 1963 Spanien, Umrundung der Inseln Formentera und Ibiza
- 1964 Ägadische Inseln, Pantelleria, Liparische Inseln, Stromboli. Reisebericht in Jugend am Start
- 1965 Sizilien, Kerkyra-Paxos-Antipaxos
- 1966 Raubfischerküste des Pelion bis Volos
- 1967 Jugoslawien, Nördliche Adria : Inseln Losini-Cres-Krk
- 1968 Schweden, Schärenküste
- 1969 Kleinasien, Erstbefahrung des Goksu (Türkei)

NB: Reiseberichte von Paxos (1965), Krk (1967) und Goksu (1969) gibt es in dem Heft Jugend ahoi, hinein in die Boote
- 1970 Schweden, Skagerrak Küste
- 1971 Kleinasien, Erstbefahrung des Sakarva, Wildfluss Gogsu
- 1972 Peloponnes (Insel Messenien) und Taygetos (Insel Mani)
- 1973 Kleinasien, Wildfluss Manavgat und türkische Riviera
- 1974 25-Jahre-Jubiläumsfahrt in Kleinasien, Troja, Euphrat
- 1975 Seine letzte Reise machte Ortil mit den „Seeadlern“, einer ähnlichen Gruppe wie Ortils Piraten. Sie wurde geleitet von Dietmar Heybey, einem Lehrer aus Buxtehude. 1964 hatten Ortils Piraten und Heybeys Seeadler schon einmal eine Reise zusammen gemacht, damals nach Pantelleria.

In seinen mit zahlreichen Fotos illustrierten Schriften schilderte Ortil den Kanusport seiner „Hansischen Piraten“ mit Faltboot und Zelt in der Verbindung mit dem Naturismus. Das Fahrterlebnis und gemeinsame Nacktsein heranwachsender Jungen und Mädchen, junger Frauen und junger Männer, war in der Adenauerzeit ungewöhnlich. So hatte der Bundestag mit dem Gesetz über die Verbreitung jugendgefährdender Schriften von 1952 durchgesetzt, dass Schriften, die mit Bild für Nacktkultur warben, als schwer jugendgefährdend eingestuft wurden. Ortils Publikationen wurden auf Holländisch, Schwedisch, Englisch und Dänisch übersetzt.
In dem Büchlein Ziel und Weg der deutschen Freikörperkultur befindet sich auf den Seiten 52–53 von Hajo Ortil der Beitrag „FKK-Wasserwandern“. In dem Aufsatz stellt er sich und seine Hansischen Piraten in einer literarischen und praktischen Tradition im Wassersport, die von Carl J. Luther (Cil) über Ottomar Krupski und Walter Frentz und Werner Wrage zu Ortils Freund Herbert Rittlinger führe, dar: „Mit unserem Amphibum [Bezeichnung der Piraten für Herbert Rittlinger] kam ein großes Leuchten über das Kanuwandern. Etwas Poesie sozusagen. Und diesen poetischen Teil setzte ein gewisser Piratenführer namens Hajo Ortil fort, übrigens Verfasser dieses Artikels.“ Nach einer Aufzählung der vielen Fahrtziele seiner Piraten erwähnt Ortil, dass zurzeit das FKK-Wasserwandern auch durch andere Personen – A. Siller, Diederichs, Heyde, Suchsland, Masalskis, Walter Bergmann, Bertold Riedmüller – in ganz Deutschland sehr in Gang gekommen sei. Das habe in der Folge zur Entstehung der DFK-Kanusportringe geführt, einer organisatorischen Verbindung des Deutschen Verbandes für Freikörperkultur (DFK) und des Deutschen Kanu-Verbandes (DKV). Ortils Fazit lautet: „Der Kanusport in der Freikörperkultur erlebt einen guten Aufschwung und hat eine noch bedeutendere Zukunft vor sich.“ – Die DFK-Kanusportringe sind heute noch aktiv.
Hajo Ortil vermachte in seinem Testament (1981) seine sexualwissenschaftliche Bibliothek, Archive und das gesamte Fotomaterial seiner Piraten der Brongersma-Stiftung. Diese Stiftung des ihm bekannten niederländischen Abgeordneten Edward Brongersma, setzte sich im Anfang (1979–1992) für die Rechte gleichgeschlechtlicher Pädophilie und Päderastie ein. Nach dem Tod von Brongersma im Jahr 1998 wurde seine Stiftung unter dem Namen „Fonds voor Wetenschappelijk Onderzoek Seksualiteit“ fortgesetzt. Seit 1992 ist das Ziel die wissenschaftliche Erforschung der Sexualität Jugendlicher. In seinem Buch Loving Boys I von 1986 zitiert Brongersma Ortil: „I believe during my life I welcomed 800 about naked boys in my bed, all willing to be satisfied and to satisfy me. Now they've all grown to adult men. Not a single of them complained.“  Hajo Ortil vertrat wie andere Jugendbewegte Vorstellungen eines „pädagogischen Eros“, der sexuelle Handlungen mit einschloss.
Brongersma und Ortil begegneten sich 1965 und waren seitdem sehr gut befreundet. Sie hatten gemeinsame Interessen, so z. B. Sammlungen erotischer Fotos von Jugendlichen, Reisen usw. Sie besuchten einander oft und machten zusammen Reisen. Im Jahr 1968 waren sie zwei Monate in Sizilien, Tunesien, Algerien, Marokko, Spanien, Portugal und Frankreich unterwegs. Im Jahr darauf fuhren sie zusammen nach Troja, das Ortil als großer Homer-Verehrer wenigstens einmal gesehen haben wollte. Im Austausch stand Ortil neben Hans Leip auch mit bekannten Schriftstellern wie Werner Helwig, Manfred Hausmann und Ernst Jünger. Dem mit ihm befreundeten Reformpädagogen Gustav Wyneken, der nach dem Ersten Weltkrieg wegen sexuellen Missbrauchs von Schülern verurteilt worden war, bedachte er in seinen Bildband „Hundert nackte Wilde. Von frechen und frohen Lausbuben“ mit einer persönlichen Widmung zu dessen Geburtstags.
Ortil ging im September 1967 als Gymnasiallehrer in den Ruhestand. Im Jahr 1975 entschloss er sich, wegen seines Alters und nachlassender Gesundheit die letzte Reise mit den Piraten zu machen.
Danach verbrachte er in seinem Bremer Haus die letzten Lebensjahre im Greisenalter und mit körperlichem Verfall. Einige seiner Bremer Piraten und mehrere Piraten-Eltern konnten ihm noch Trost und Hilfe geben, bis er am 12. Juli 1983 starb.
Hajo Ortil war ein angesehener Lehrer seiner Schule in Bremen. Noch im Jahr 2005 erinnerte sich der Bremer Bürgermeister Henning Scherf in einer öffentlichen Rede an ihn: „Alle Schüler kannten ihn und wußten, der macht alles anders. Er schrieb immer halbe Romane ins Klassenbuch, die nichts mit dem behandelten Thema zu tun hatten. Er brauchte das angeblich zu seiner Legitimation vor dem Lehrerkollegium. Er hat ein großes Fenster für mich aufgemacht und mein Leben verändert. Er hat mir beigebracht zu reden und zu schreiben, was ich für richtig hielt. Er war so fair, auch wenn die Provokationen gegen ihn selbst gerichtet waren.“ Ein Nachruf auf ihn wurde von Heinrich Eichen verfasst.

## Veröffentlichungen, Reiseberichte
- George Berkeley und die englische Literatur; Göttingen: Dieterich, 1933
2. Ausgabe: Halle an der Saale: M. Niemeyer, 1934
3. Ausgabe: Walluf bei Wiesbaden: M. Sändig, 1973
4. Ausgabe: Studien zur englischen Philologie, Band 80; Saendig Reprint Verlag, 2006; ISBN 3-253-02867-4

### ReiheHelios
Als Sonderausgaben der Monatsschrift Helios aus dem Rudolf Zitzmann Verlag, Lauf, erschienen:
- Amazonen in Sonne und Baltenwind, Im Faltboot um Bornholm (1955)
- Es brausen Bura und Maestral. Faltbootflottille im Kampf mit den Sturmwinden der Adria (1956)
- Hundert nackte Wilde (1957)
- Olympiafahrt (1957, mit einem Vorwort über olympische Nacktheit von Friedrich Weigelt)
- Hellas ewig unsre Liebe (1958)
- Das Waldriff im Meer; idyllische Kajakfahrten in die Felsen- und Inselwildnisse Dalmatiens (1956)
- Noch sprudeln die Quellen Arkadiens (1958)
- Wild und weit ist Korsika (1958)
- Auf der blauen Straße der Delphine (1958; wegen des Gesetzes über die Verbreitung jugendgefährdender Schriften ohne Fotos)

### ReiheSonnenfreude
Als Sonderausgabe der Monatsschrift 'Sonnenfreunde' (Offizielles Organ des Deutschen Verbandes für Freikörperkultur – DFK) im Richard Danehl’s Verlag, Hamburg-Altona, erschienen:
- Paradies Korsika (1954)
- Wir schwingen über‘n Sonnenhang – Lichtskifreunde aus aller Welt begegnen sich (1957)
- Holland, Ole! Eine Lustige Piraterie (1961)
- Zu den Inseln des Feuers – Mit dem Faltboot vom Ätna zum Stromboli (1962)
- Hinein in die Boote! Jugend, ahoi! Ein Appell (1963)
- Und Pan lebt doch! Wir fanden ihn an den Heide- und Weidesäumen der Hase und Ems (1964)

### Freies Leben
In dieser Reihe beim Rudolf Hofmann Verlag, Frankfurt am Main, erschienen:
- Hinein in die Boote (1967)
- Gäste des Odysseus (1967)
- Jugend am Start (1968)
- Mit Tom und Tanja in Finnland (1968)
- Ortils nackte Rebellen (Teil 1–3, 1970)
- Boys, olympic boys: Sittengeschichte der antiken Athleten (1972)

### Verlag Sun & Health, Harrow, England
Als Sun & Health Special Edition erschienen die Hefte:
- Ortil’s Boys and Girls (1967)
- Ortil’s Naturist Youth in Greece (1967)
- Ortil’s Youth Ahoy (1967)

### Verlag Book Horizons / Book Adventures, Harrow, England
Als Bilder in Fotobänden erschienen die Bucher:
- Ortil’s Canoe Pirates (1968)
- Ortil’s Pan (1969)
- Ortil’s Naked Rebels (1969)
- Boys are boys (Book Adventures, 1972)
- Boys are boys again (Boys are boys II) (Book Adventures, 1972)

### Sonstiges. Andere eigenständige Bücher und Schriften
- 100 Naked Rebels (Guild Books, Washington, 1964)
- Young Savages (Sweden, 1965)
- Boyphoto 8 / FKK Classics (Janssen-Verlag Berlin, 199?)
- The Boy – A Photographic Essay, Hrsg. von Georges St. Martin und Ronald C. Nelson. New York: Book Horizons, 1964, 19662, 19673
Deutsche Ausgabe: Jungs bleiben Jungs!; New York: Book Adventures, 1966.